# Robin Beck (Triathletin)
Robin Beck (* 1953 in Salt Lake City) ist eine ehemalige US-amerikanische Triathletin und Ironman-Hawaii-Siegerin von 1980.

## Werdegang
Robin Beck gewann am 10. Januar 1980 als Gesamtzwölfte von 94 Zieleinläufern (bei 108 Startern) den Wettbewerb der Frauen beim Ironman Hawaii bzw. Nautilus Triathlon (benannt nach dem Hauptsponsor, einem Fitness-Center in Honolulu).
Sie gewann bei der dritten Austragung dieses Rennens mit 4:19:35 Stunden Vorsprung auf die Zweitplatzierte, ihre Landsfrau Eve Anderson. Die beiden waren die einzigen startenden Frauen und Robin Beck unterbot die bisherige Bestzeit um mehr als 90 Minuten. Sieger bei den Männern wurde Dave Scott.

## Sportliche Erfolge
| Datum/Jahr    | Rang | Wettbewerb     | Austragungsort | Zeit     | Bemerkung                                              |
| ------------- | ---- | -------------- | -------------- | -------- | ------------------------------------------------------ |
| 10. Jan. 1980 | 1    | Ironman Hawaii | Waikiki        | 11:21:24 | 4:19:35 Stunden Vorsprung auf die zweitschnellste Frau |